# Banque centrale des États de l'Afrique de l'Ouest
Ne doit pas être confondu avec Banque des États de l'Afrique centrale.
La Banque centrale des États de l'Afrique de l'Ouest (BCEAO) est un établissement public international regroupant huit pays de l'Afrique de l'Ouest membres de l'Union économique et monétaire ouest-africaine (UEMOA).
L'unité monétaire est le franc CFA. Les huit pays concernés, identifiés par une initiale apposée sur les billets, sont :
- Bénin .B.
- Burkina Faso .C.
- Côte d'Ivoire .A.
- Guinée-Bissau (depuis le 2 mai 1997) .S.
- Mali .D.
- Niger .H.
- Sénégal .K.
- Togo .T.

## Histoire
En 1955, le gouvernement français transfère le privilège d'émission de billets pour ses colonies d'Afrique de l'Ouest, jusqu'alors détenu par la Banque de l'Afrique Occidentale, à une entité nouvellement créée basée à Paris, l'Institut d'émission de l'Afrique Occidentale Française et du Togo ( littéralement « Institut d'émission de billets de l'Afrique Occidentale Française et du Togo »). En 1959, le nom de l'institution est changé en BCEAO.
En septembre 1956, le poisson-scie stylisé est présenté pour la première fois sur la couverture du 14e numéro d'un document de l'Institut d'émission de l'Afrique-Occidentale française et du Togo relatif à des notes d'informations et de statistiques.
En 1959, l'Institut d'émission de l'Afrique Occidentale Française et du Togo devient la Banque centrale des États de l'Afrique de l'Ouest. En concertation avec les banques centrales nationales des pays membres, elle est chargée de :
- l'émission monétaire du Franc CFA (code monétaire : XOF), qui a cours légal dans les pays membres de l'UEMOA ;
- l'application de la politique monétaire commune ;
- la fixation des taux d'intérêt ;
- la gestion et le contrôle des réserves de change et de la dette extérieure ;
- la législation bancaire et financière des États membres de l'Union ;
- l'assistance aux États membres de l'Union dans leurs relations avec les institutions financières et monétaires internationales.

Le traité instituant l'Union monétaire ouest-africaine ( UMOA ) a été signé le 12 mai 1962 et a donné à la BCEAO le droit exclusif d'émettre de la monnaie en tant que banque centrale commune des sept pays membres de l'époque Côte d'Ivoire, Dahomey (plus tard rebaptisé Bénin), Haute-Volta (plus tard rebaptisée Burkina Faso), Mali, Mauritanie, Niger et Sénégal. Les statuts de la banque ont ensuite été approuvés en novembre 1962 et sont restés essentiellement inchangés jusqu'en 1974. prévoyant une influence française dominante sur la gouvernance de la BCEAO.
Grâce à un accord monétaire avec la France, le Franc CFA, BCEAO a été convertible avec le Franc français jusqu'à la fin de 1999, par un taux fixe (révisable) garanti par le dépôt par la BCEAO d'un fonds de réserve auprès du trésor français, constitué par les apports des banques centrales nationales (BCN) de chaque pays membre de l'UEMOA.
À la fin de 1999, l'euro remplace le franc français, l'accord monétaire avec la France est maintenu (après accord de la BCE), mais redéfini par un taux fixe avec l'euro encore garanti (sous certaines conditions) par la Banque de France, en échange du maintien du fonds de réserve. Cependant, la BCEAO reste libre de composer des fonds de réserves supplémentaires (en métal ou en devises) avec d'autres Banques Centrales afin de faciliter le commerce international et disposer de réserves de changes supplémentaires dans d'autres devises que l'euro, ou de mettre fin à la convertibilité du Franc CFA- BCEAO avec l'euro, si nécessaire.
Le 21 décembre 2019, le président ivoirien Alassane Ouattara annonce l'hypothèse du remplacement du franc CFA (UEMOA) par l'eco pour le 1er juillet 2020, au cours d'une conférence de presse commune avec le président français Emmanuel Macron en visite officielle en Côte d'Ivoire.

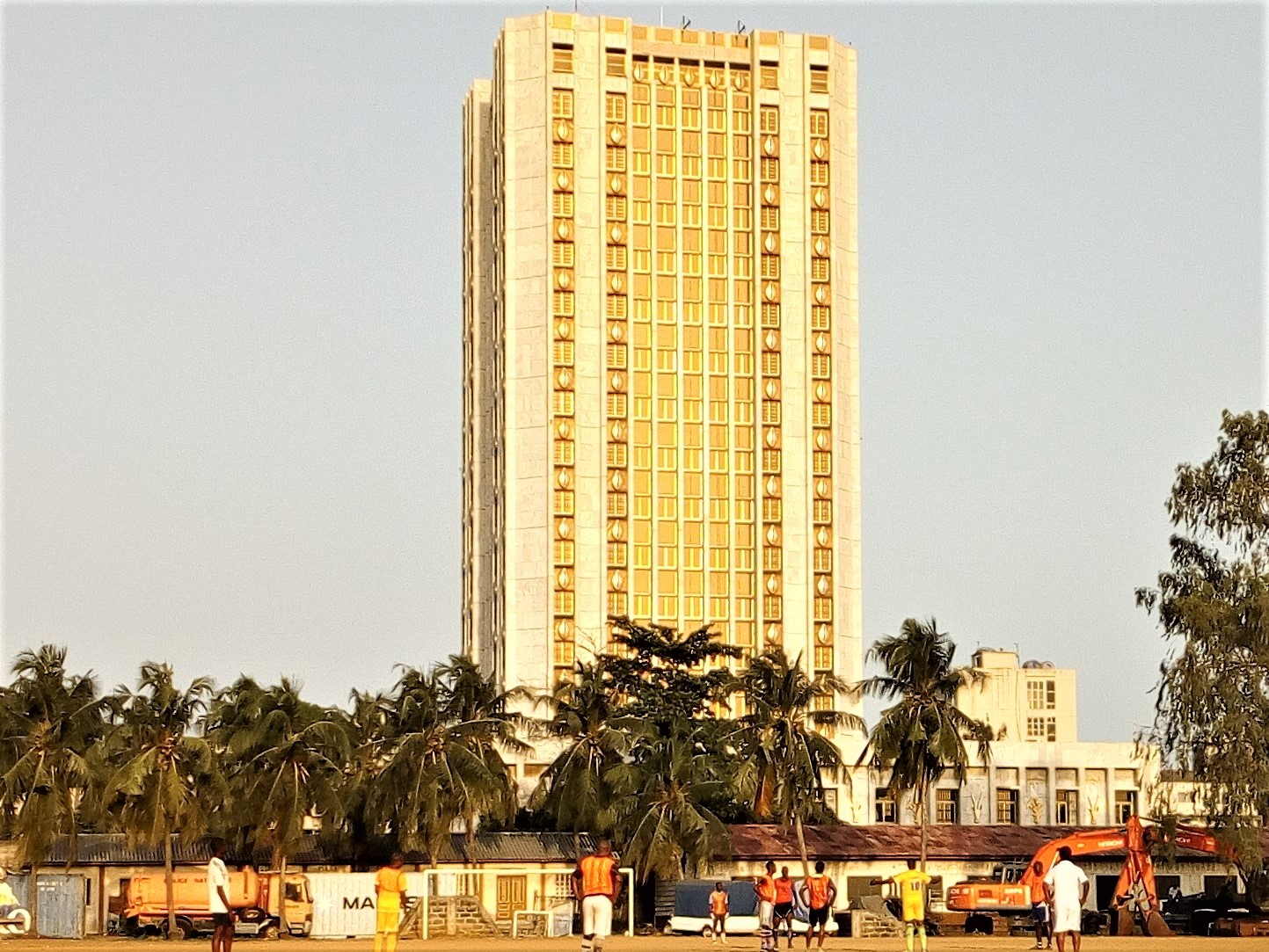
Grande tour de la BCEAO Cotonou, Benin

Fin février 2020, l'agence de notation américaine Standard & Poor's réalise une étude sur la concrétisation du projet de sortie du franc CFA, et se dit rassurée par le fait que l'eco reste arrimé à l'euro et que la France continue à garantir sa convertibilité. Le lancement de la nouvelle monnaie n'auraient donc pas d'effets immédiats, et une dévaluation n'est à ce jour par prévue. L'étude rappelle de même que « les États membres de l'UEMOA ne seront plus tenus de conserver la moitié de leurs réserves de change sur un compte d'opération au Trésor français. Autrement dit, la banque centrale régionale, la BCEAO, pourra gérer ses réserves de changes comme elle le jugera approprié ».
Le 20 mai 2020, un projet de loi soumis à l’Assemblée nationale et au Sénat français qui entérine la fin du franc CFA est adopté par le Conseil des ministres français. La Banque centrale des États de l'Afrique de l'Ouest (BCEAO) ne sera plus obligée de déposer la moitié de ses réserves de change auprès du Trésor Public français.
En mai 2021, la France a entamé le processus de transfert de 5 milliards d’euros vers les comptes de la Banque centrale des États de l’Afrique de l’Ouest (BCEAO). La décision de Paris intervient dans le cadre de la réforme du franc CFA. La nouvelle monnaie unique ouest-africaine (Eco) devrait voir le jour prochainement.
En août 2025, La BCEAO annonce lancé l'E-CFA, et la création d'une plateforme de paiement instantané intitulé "Pi-Spi".
Le siège de la BCEAO est situé à Dakar a Sénégal.
Jean-Claude Kassi Brou, est gouverneur de la BCEAO du 7 juin 2022.

## Symbole
Sur chaque pièce et au recto des billets est représenté le logo de la BCEAO, un poisson-scie stylisé. Celui-ci représente une figurine en bronze employée anciennement par les Akan pour peser l'or. Dans leur mythologie, cette espèce incarne la puissance de la mer, la fécondité et la prospérité.

## Liste des présidents et présidentes du Conseil des ministres
Les PCM sont élus pour deux ans, par rotation des représentants des États membres. Il arrive souvent, à la suite d'événements imprévus, coup d'État, changement de gouvernement, démission, ou autres aléas politiques, que plusieurs représentants d'un même pays membre se succèdent au cours des deux années de présidence, ce qui entraine bien sûr une modification des signatures.

### Présidents
Robert Tézenas du Montcel, Premier président de la BCEAO. Nomination par ordonnance n° 59-491 du 4 avril 1959. Il faut noter l'article premier de l'ordonnance qui informe que l'Institut d’émission AOF et Togo devient et prend la dénomination de la banque.
| Rang | Nom                            | Mandat                  |
| ---- | ------------------------------ | ----------------------- |
| 1er  | Robert Tézenas du Montcel      | (1959-1961)             |
| 2e   | Bertin Borna                   | (1961-1964)             |
| 3e   | Alpha Ba Bocar                 | (1964-1965)             |
| 4e   | Bamba Ould Yezi                | (1965-1966)             |
| 5e   | Mohamed Salem Ould M'Khaitirat | (1966-1968)             |
| 6e   | Édouard Kodjo                  | (1974)                  |
| 7e   | Babacar Ba                     |                         |
| 8e   | Tiémoko Marc Garango           | (1978-1988)             |
| 9e   | Alassane Ouattara              | (1988-1990)             |
| 10e  | Charles Konan Banny            | (1990-2005)             |
| 11e  | Damo Justin Baro               | (2005-2008)             |
| 12e  | Philippe-Henri Dacoury-Tabley  | (2008-2011)             |
| 13e  | Tiémoko Meyliet Koné           | (2011-2022)             |
| 14e  | Mamadou Diop                   | (par intérim en 2022)   |
| 15e  | Jean-Claude Kassi Brou         | (depuis le 7 juin 2022) |

### Présidents du Conseil des ministres de 1974 à 2016
- 1974 : Edem Kodjo (il s'agit du même Édouard Kodjo qui a togolisé son nom)
- 1977 : Henri Konan Bedié
- 1977-1979 : Isidore Amoussou
- 1980 : Léonard Kalmogo
- 1977-1988 et 1989 : Abdoulaye Koné
- 1981-1982 : Edmond Ki
- 1983 : Moussa Tondi
- 1981-1983 et 1984 : Hamid Algabid
- 1984 : Boukary Adji
- 1984-1985 : Mamadou Touré
- 1986-1987 : Komlan Alipui
- 1989-1990 : Aboudaye Koné
- 1990-1991 et 1992 : Ildephonse Lemon
- 1992 : Paul Korsaga
- 1992 : Paul Dossou
- 1992-1993 et 1994 : Roch Marc Christian Kaboré (président du Burkina Faso entre 2016 et 2022)
- 1994 : Soulaïma Cissé
- 1996-1997-1998-1999 : Niamien N'goran
- 1998-1999 : Idé Gnandou
- 2000-2001 : Moktar Diop
- 2002-2003 : Tan Kpadja Lallé
- 2003-2004 : Ayaovi Tignokpa
- 2005-2006 : Grégoire Laourou
- 2007-2008 : Jean-Baptiste Compaoré
- 2009 : Charles Koffi Diby
- 2010-2011 : José Mario Vaz
- 2012 : Lassine Bouaré
- 2013-2014 : Tiena Coulibaly
- 2015-2016 : Saïdou Sidibé
- 2015 : Gilles Baillet signataire sur billets
- 2016 : Amadou Ba

## Directeur général et gouverneurs depuis 1959
Par ordonnance no 59/491 en date du 2 avril 1959, le directeur général est Robert Julienne qui est remplacé en décembre 1974 par un gouverneur : Abdoulaye Fadiga.
- 15 décembre 1974 : premier gouverneur, réunion du Conseil de l'UMOA à Ouagadougou, sous la présidence de Edem Kodjo. Nomination de Abdoulaye Fadiga. Le 10 février 1975, il prête serment et est officiellement installé dans ses fonctions de gouverneur. Cette nomination est importante car elle marque la date de l'africanisation de la BCEAO. Il meurt le 11 octobre 1988.
- Le 28 octobre 1988 : nomination de Alassane Ouattara au poste de gouverneur. Le 22 décembre 1988, il prête serment. Le 6 novembre 1990, il est désigné premier ministre de la République de Côte d'Ivoire. Il quitte sa charge et ses fonctions de gouverneur de la BCEAO, le 4 décembre 1990.
- Le 4 décembre 1990 : Charles Konan Banny est nommé gouverneur par intérim. Le 22 novembre 1993, il est officiellement nommé gouverneur pour compter du 1er janvier 1994. Le 31 mars 1994, il prête serment. Le 4 décembre 2005 il est nommé 1er ministre de la RCI. Le 23 décembre 2005 marque la fin de son mandat de gouverneur de la BCEAO.
- Le 1er janvier 2006: la Conférence des Chefs d'État, en session extraordinaire, à Niamey, confie l'intérim de Gouverneur de la BCEAO à Justin Damo Baro. Le 8 février 2008, fin de l'intérim et passation des charges entre l'intérimaire Justin Damo Baro et le nouveau gouverneur P.H. Dacoury-Tabley.
- 17 janvier 2008 : La 12e session de la Conférence des Chefs d'État tenue à Ouagadougou, décide de nommer Philippe-Henri Dakoury-Tabley gouverneur de la BCEAO. Le 8 février 2008, le Conseil des ministres de l'Union, réuni à Dakar, le nomme officiellement gouverneur, avec passation des charges. Le 29 mars 2008 a lieu la cérémonie de prestation de serment du gouverneur Philippe-Henri Dakoury-Tabley. Le 22 janvier 2011 la 15e session de la Conférence des chefs d’État consacrée à la crise en Côte d'Ivoire prend acte de la démission de Philippe-Henri Dakoury-Tabley de ses fonctions. En réalité il est démissionné pour avoir décaissé, sans autorisation, au profit du régime Gbagbo, près de 80 milliards de Fcfa, soit 122 millions d'euros.
- En 2011, l'intérim est assuré par Jean-Baptiste Compaoré.

Le 28 juillet 2011, au siège de la BCEAO, sous la présidence de José Mario Vaz, président du Conseil des ministres de l'Union se tient la cérémonie de passation des charges et prestation de serment du nouveau gouverneur Tiémoko Meyliet Koné. Le 10 septembre 2011, le gouverneur est officiellement installé dans ses fonctions. Le 17 août 2014, la Conférence des Chefs d'État reconduit le gouverneur dans ses fonctions pour encore six ans, soit jusqu'en 2020.
En 2022, Tiémoko Meyliet Koné est nommé vice-président de la Côte d'Ivoire et laisse son poste de gouverneur. Il est remplacé à titre intérimaire par Mamadou Diop, vice-gouverneur de l'institution.
En juin 2022, Jean Claude Brou est désigné président de la BCAO.